# Cantonul Cassel
Cantonul Cassel este un canton din arondismentul Dunkerque, departamentul Nord, regiunea Nord-Pas-de-Calais, Franța.

## Comune
- Arneke (Arnèke)
- Bavinkhove (Bavinchove)
- Buisscheure (Buysscheure)
- Hardefoort (Hardifort)
- Kassel (Cassel) (reședință)
- Noordpene (Noordpeene)
- Ochtezele (Ochtezeele)
- Okselare (Oxelaëre)
- Rubroek (Rubrouck)
- Sint-Mariakappel (Sainte-Marie-Cappel)
- Wemaarskappel (Wemaers-Cappel)
- Zermezele (Zermezeele)
- Zuidpene (Zuytpeene)